# Agoriinae
Agoriinae è una sottofamiglia di ragni appartenente alla famiglia Salticidae dell'ordine Araneae della classe Arachnida.

## Distribuzione
Le tre tribù oggi note di questa sottofamiglia sono diffuse in tutta l'Asia meridionale e l'Oceania; solo il genere Bristowia è diffuso in Asia e nel Congo.

## Tassonomia
A maggio 2010, gli aracnologi sono concordi nel suddividerla in tre tribù:
- Agoriini (1 genere)
- Dioleniini (6 generi)
- Piliini (2 generi)
- incertae sedis (3 generi)